# Гроте (Месина)
Гроте (итал. Grotte) је насеље у Италији у округу Месина, региону Сицилија.
Према процени из 2011. у насељу је живело 177 становника. Насеље се налази на надморској висини од 115 м.